# Dacheng (köpinghuvudort i Kina, Jiangxi Sheng, lat 28,54, long 115,52)
Dacheng är en köpinghuvudort i Kina. Den ligger i provinsen Jiangxi, i den sydöstra delen av landet, omkring 39 kilometer sydväst om provinshuvudstaden Nanchang. Antalet invånare är 24 529. Befolkningen består av 11 639 kvinnor och 12 890 män. Barn under 15 år utgör 25,0 %, vuxna 15-64 år 67 %, och äldre över 65 år 6,0 %.
Runt Dacheng är det tätbefolkat, med 459 invånare per kvadratkilometer. Närmaste större samhälle är Shigang, 14,8 km sydost om Dacheng. Trakten runt Dacheng består till största delen av jordbruksmark.
Genomsnittlig årsnederbörd är 2 190 millimeter. Den regnigaste månaden är juni, med i genomsnitt 367 mm nederbörd, och den torraste är oktober, med 28 mm nederbörd.